# Залив Вош
Залив Вош (енгл. The Wash) је залив, односно естуар на источној обали Енглеске, у северозападном делу Источне Англије, на граници грофовија Норфок и Линколншир. Вош спада међу највеће естуаре у Уједињеном Краљевству и у њега се уливају реке Видам, Веланд, Нин и Грејт Уз.